# Ириновац
Ириновац је насељено мјесто у општини Раковица, на Кордуну, у Карловачкој жупанији, Република Хрватска.

## Географија
Ириновац се налази око 4 км јужно од Раковице.

## Историја
Ириновац се од распада Југославије до августа 1995. године налазио у Републици Српској Крајини. До територијалне реорганизације у Хрватској насеље се налазило у саставу бивше велике општине Слуњ.

## Становништво
Према попису становништва из 2011. године, насеље Ириновац је имало 130 становника.
| Демографија | Демографија | Демографија |
| Година      | Становника  | Становника  |
| ----------- | ----------- | ----------- |
| 1971.       | 129         |             |
| 1981.       | 0           |             |
| 1991.       | 0           |             |
| 2001.       | 127         |             |
| 2011.       |             | 130         |

- напомене:

Настало издвајањем из насеља Дрежник Град 2001. године. До 1948. исказивано као насеље, а од 1953. као дио насеља. 1981. и 1991. године подаци садржани у насељу Дрежник Град.